# GenX (technologie)
GenX is een technologie die sinds 2005 in de Verenigde Staten en sinds 2012 in Nederland door het van DuPont afgesplitste chemische bedrijf Chemours in Dordrecht gebruikt wordt bij het produceren van fluorhoudende polymeren, zoals polytetrafluoretheen (PTFE; merknaam Teflon). Deze stoffen worden onder andere gebruikt voor het vervaardigen van anti-aanbaklagen van pannen en voor allerlei hittebestendige coatings. In tegenstelling tot wat vaak in de pers wordt geschreven, is het geen specifieke chemische stof, maar een vervaardigingsproces. De GenX-technologie is ontwikkeld ter vervanging van perfluoroctaanzuur (PFOA), dat bij het productieproces van PTFE werd gebruikt, maar in diskrediet gevallen is wegens carcinogene en reprotoxische effecten. De stoffen die bij de GenX-technologie worden gebruikt (en vaak als ‘GenX’ of ‘GenX-stoffen’ worden aangeduid), zijn zelf ook onderwerp van onderzoek door de overheid vanwege mogelijke gelijksoortige effecten.

## Chemisch proces
Bij de GenX-technologie wordt perfluor-2-propoxypropaanzuur (FRD-903) gebruikt, dat na reactie met ammoniumhydroxide wordt omgezet in het ammoniumzout daarvan: ammonium 2,3,3,3-tetrafluor-2-(heptafluorpropoxy)-propanoaat (FRD-902). Tijdens de polymerisatie hiervan wordt het niet-wateroplosbare heptafluoropropyl 1,2,2,2-tetrafluorethylether (E1) gevormd. Tijdens het productieproces van PTFE kan ook de zeer giftige stof perfluorisobuteen (een stof met een 3 maal strengere norm voor chronische blootstelling (zijnde 0,1 µg/m³ als MTR lucht gebaseerd op de norm van 0,3 µg/m³ van fosgeen) dan fosgeen die op de lijst van chemische wapens van de VN staat als gifgas) gevormd worden. De stoffen FRD-903 en E1 komen tijdens het productieproces vrij in gasvorm en worden door de schoorsteen uitgestoten. FRD-902/FRD-903 wordt ook afgevoerd via het afvalwater van de fabriek. De vrijgekomen FRD-stoffen kunnen buiten het fabrieksterrein leiden tot lokale verontreiniging van bodem en water. Omdat deze stoffen nagenoeg niet afbreken in het milieu, kan dit tot risico’s voor de omgeving leiden, bijvoorbeeld voor het drinkwater.

## Giftigheid van de gebruikte stoffen
De GenX-technologie heeft als doel om het gebruik van perfluoroctaanzuur (PFOA) te vervangen, omdat PFOA in de natuur nauwelijks uiteenvalt en de neiging heeft om zich in het lichaam te binden aan eiwitten, met name in de lever en in het bloed. De klaringstijd van PFOA bedraagt minimaal 2–5 jaar, afhankelijk van geslacht en leeftijd. FRD-902 verlaat vermoedelijk binnen enkele maanden het lichaam weer in onveranderde vorm, maar onderzoek bij mensen dat dit vermoeden kan onderbouwen ontbreekt. Over E1 is weinig bekend, maar vermoedelijk wordt de giftigheid van deze stof beperkt doordat hij slecht in het lichaam wordt opgenomen en het lichaam weer vrij goed via uitademing kan verlaten.
Van FRD-902 is vastgesteld dat het bij vrouwelijke ratten levertumoren veroorzaakt en bij mannelijke ratten pancreas- en Leydigceltumoren. Aangezien de biochemie van ratten op relevante punten afwijkt van die van mensen, kan hieruit niet geconcludeerd worden of de stof ook voor mensen kankerverwekkend kan zijn. Er is echter wel een reden om de stof als verdacht menselijk carcinogeen (categorie 2) te classificeren.
De Nederlandse overheid heeft evenwel voorgesteld om FRD-902/903 aan te merken als zeer zorgwekkende stof (zzs) omdat deze niet afbreekt in het milieu en, eenmaal in het oppervlaktewater beland, zich snel kan verspreiden.
Poly- en perfluoralkylstoffen (vaak afgekort als PFAS) is dan ook de verzamelnaam voor meer dan 6000 stoffen waarin onder andere een combinatie van fluorverbindingen en alkylgroepen voorkomen. Bekende stoffen die tot deze groep behoren zijn onder andere perfluoroctaanzuur (PFOA) en perfluoroctaansulfonaat (PFOS).